# كريس إستس
كريس إستس (بالإنجليزية: Chris Estes)‏ هو موسيقي أمريكي، ولد في 8 يونيو 1971.

## وصلات خارجية
- كريس إستس على موقع ميوزك برينز (الإنجليزية)
- كريس إستس على موقع ديسكوغز (الإنجليزية)